# Adam Marttinen
Adam Erik Marttinen (Eskilstuna Klosters, 19 de outubro de 1983) é um político sueco do partido dos Democratas Suecos que serve como membro do Riksdag.
Marttinen nasceu em Eskilstuna e é descendente de finlandeses. Ele foi eleito pela primeira vez para o Riksdag em 2014 e novamente em 2018 pelo círculo eleitoral do condado de Södermanland. Ele também é conselheiro dos Democratas Suecos em Eskilstuna e é o líder do grupo do partido no conselho. Marttenen faz parte da Comissão de Justiça no parlamento e descreveu o combate à segregação e a reforma da política criminal como questões nas quais se concentra.